# Labidocera papuensis
Labidocera papuensis is een eenoogkreeftjessoort uit de familie van de Pontellidae. De wetenschappelijke naam van de soort is voor het eerst geldig gepubliceerd in 1982 door Fleminger, Othman & Greenwood.